# ABC Listy
ABC Listy – stały, kilkunastominutowy kącik muzyczny w przedpołudniowej audycji Programu Trzeciego Polskiego Radia. Od 6 kwietnia 2010 do 15 września 2011 prezentowany w audycji Tu Baron. Obecnie tj. od 19 września 2011 w audycji Do południa. Prowadzony przez Marka Niedźwieckiego i przez Piotra Barona, od poniedziałku do czwartku około 11:40. W kąciku tym przypominane są utwory z historii Listy Przebojów Programu Trzeciego.
Za dżingiel audycji posłużył fragment utworu The Jackson 5 – ABC (1970).
Początkowo wspomnienia obejmowały całą historię Listy i wykonawcy poszczególnych nagrań byli prezentowani w kolejności alfabetycznej (stąd tytuł ABC Listy). Prezentowane były dwa dawne przeboje z Listy plus utwór z czołówki aktualnego notowania (z miejsc od 5 do 2: w poniedziałek z miejsca 5., we wtorek z miejsca 4., w środę z miejsca 3. i w czwartek z miejsca 2. – w piątek w LP Trójce grano miejsce 1.).
Od 15 listopada 2011 zrezygnowano z prezentacji dodatkowego utworu (z pierwszej piątki obecnego notowania), na rzecz jakiejś nowej propozycji z aktualnego zestawu do głosowania.
Od 14 maja 2012 do 16 sierpnia 2012 w każdym tygodniu przypominane były utwory z konkretnego notowania sprzed 30 lat (notowania: 4-17) plus utwór będący propozycją z obecnego zestawu do głosowania. Od 20 sierpnia 2012 do 30 sierpnia 2012 przyspieszono nieco wspominanie utworów. Tzn. codziennie przypominano nagranie z kolejnego archiwalnego wydania Listy (notowania: 18-26).
Od 3 września 2012 powrócono w zasadzie do pierwotnych zasad prezentacji utworów w ABC Listy. Znów przypominane są dwa nagrania z całej historii Listy. Wybierane już nie alfabetycznie, lecz zupełnie przypadkowo według uznania prowadzących. Ponownie kącik prowadzony jest wspólnie przez Marka Niedźwieckiego i Piotra Barona. W poniedziałki prezentowane są propozycje z aktualnego zestawu do głosowania, a od wtorku do czwartku dawne utwory z Listy. Zmieniła się także pora emisji kącika, z 11:30 na 11:40.